# إيمان راشد (ممثلة)
إيمان راشد Eman Rashed- ممثلة إماراتية (معتزلة)، مواليد 1970م، دخلت مجال الفن في أواخر التسعينيات من القرن العشرين، شاركت بالتمثيل في العديد من الأعمال التلفزيونية، واشهر هذه الأعمال (حاير طاير، عمى ألوان، شمس القوايل) وآخر هذه الأعمال كان مسلسل طماشة، تركت الساحة الفنية وأعتزلت التمثيل في هدوء.

## أعمالها الفنية[2]
إبمان راشد لها العديد من الأعمال الفنية قبل أعتزالها الفن، ومن بين هذه الأعمال:
- بيتنا الكبير- مسلسل، 2003م، من تأليف السيد عامر، وإخراج عبدالخالق الغانم، وقامت الفنانة بدور"أم زيد".
- شمس القوايل- مسلسل، 2003م، من تأليف جمال سالم، وإخراج مروان البغدادي، ولعبت فيه الفنانة إيمان دور "وديمة".
- آخر أيام العمر- مسلسل، 2002م، من تأليف سالم الحناوي، وإخراج حسن أبوشعيرة.

- الآهات- مسلسل، 2002م، من تأليف عبدالعزيز الطوالة، وإخراج حمد مكي.
- عمى ألوان- مسلسل، 2002م، من تأليف جمال سالم، وإخراج مصطفى رشيد، وقامت بدور "شيخة"
- حاير طاير (ج3)- مسلسل، 2001م، من تأليف جمال سالم، وإخراج على حسين البلوشي.
- التوش منكم لكم- مسلسل، 2000م، من تاليف غانم السليطي، وإخراج عبدالمجيد الرشيدي.
- حاير طاير(ج2)- مسلسل، 2000م، من تأليف جمال سالم، وإخراج مصطفى رشيد.
- خليل في مهب الريح- مسلسل، 2000م، من تأليف غانم السليطي، وإخراج إبراهيم الصباغ.
- حاير طاير- مسلسل، 1999م، من تأليف جمال سالم، وإخراج عارف الطويل.
- شراع السموم- مسرحية، 1999م، من تأليف محمد سعيد الضنحاني، وإخراج محمود أبوالعباس.
- سوالف الدار- مسلسل، 1998م، من تأليف جمال سالم، وإخراج محمود إبراهيم.
- سوالف- مسلسل، من تأليف محمد ديب، وإخراج حسن أبوشعيرة.